# 青年の肖像 (ボッティチェッリ、ロンドン)
『青年の肖像』（せいねんのしょうぞう、伊: Ritratto virile）は、イタリアのルネサンス期の芸術家サンドロ・ボッティチェッリが1483年に制作した板上のテンペラ画である。ロンドンのナショナル・ギャラリーに所蔵されている。
この作品は小品だが、重要である。本作以前、イタリアの肖像画のモデルは座っている人物の横顔の肖像（顔の半分だけが表されている）か、顔の4分の3を正面に向けた状態で座っている人物を描いていた。本作では、少年が正面向きに座っているので、顔全体を描くことが可能となり、当時としては革命的な作品となっている。
本作は、さまざまな時期にジョルジョーネ、フィリッピーノ・リッピに帰属され、マサッチオの自画像であるとさえ信じられたことがあった。現在、ボッティチェッリの作品として広く受け入れられており、画家の唯一の正面向きの顔の肖像画として知られている。モデルの人物はフィレンツェ出身の若い都市居住者であり 、その身元は不明である。

## 以下も参照のこと
- 『青年の肖像』ナショナル・ギャラリー (ワシントン)